# Hexatoma dileuca
Hexatoma dileuca är en tvåvingeart som först beskrevs av Edwards 1928.  Hexatoma dileuca ingår i släktet Hexatoma och familjen småharkrankar. Inga underarter finns listade i Catalogue of Life.